# تقسیم سلولی نامتقارن

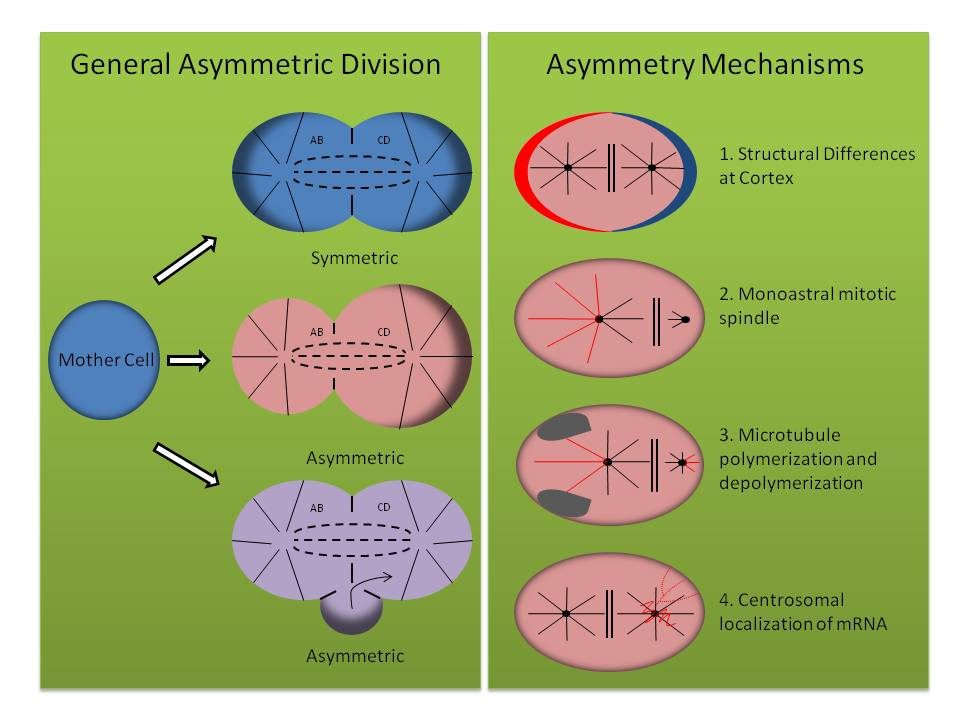

در یک تقسیم سلولی نامتقارن (نام علمی: Asymmetric cell division) دو سلول دختری با دو سرنوشت متفاوت تولید میشود . این نوع تقسیم کاملاً متفاوت با تقسیم سلولی متقارن میباشد جای که سرنوشت هر دو سلول دختر مشابه هم میباشد . به عنوان مثال سلول های بنیادی به صورت نامقارن تقسیم میشود به طوری که سرنوشت دو سلول متفاوت است ، یک سلول نمونه ای مشابه با سلول بنیادی است در حالی که سلول دوم به یک سلول غیر بنیادی متمایز میشود . (در زمان رشد و نمو، سلول بنیادی میتواند به صورت متقارن تقسیم شود ) )
در اصل دو نوع مکانیسم در ایجاد تقسیم سلولی نامتقارن وجود دارد . در روش اول دو سلول به صورت متقارن تقسیم میشود اما سیگنال های محیط  به خصوص از سلول های اطراف باعث تمایز یکی از دو سلول میشود . در روش دوم سلول در همان بطن تقسیم با سلول مادر تفاوت پیدا میکند ، و چون این سلول ها با سلول دیگری و یا محیط برهمکنش ندارد به آن ها تقسیم سلولی نامتقارن ذاتی میگویند . 